# Antheraea aurelia
Antheraea aurelia är en fjärilsart som beskrevs av Druce 1892. Antheraea aurelia ingår i släktet Antheraea och familjen påfågelsspinnare. Inga underarter finns listade i Catalogue of Life.